# تقويم ياباني

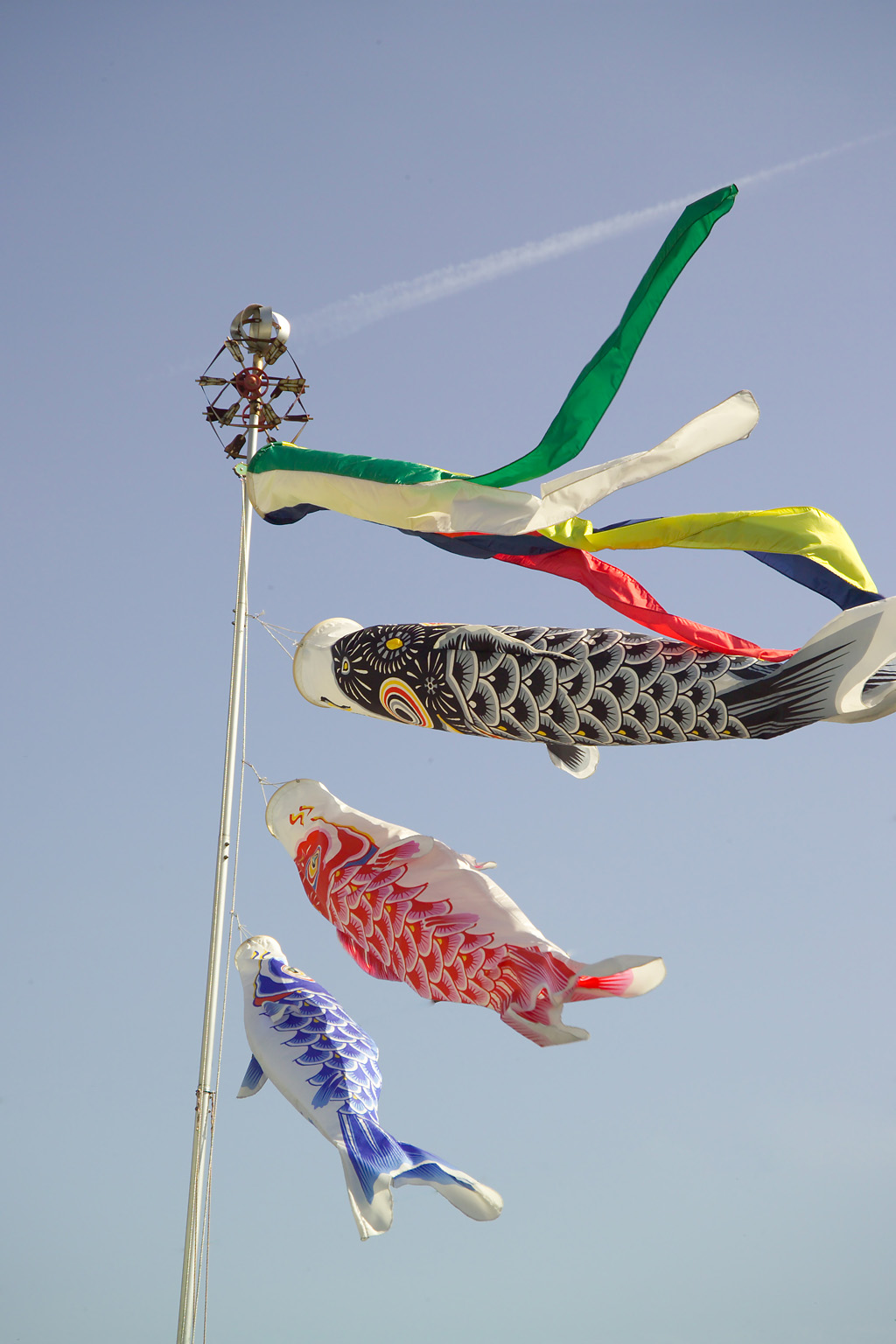

يستخدم التقويم الياباني عدة أنظمة منها الرسمي وغير الرسمي. في الوقت الحاضر، يستخدم التقويم الميلادي مع تغير في تسمية السنوات حسب فترات حكم الإمبراطور.

## التقويم الرسمي

### الفصول
| الفصل  | الإسم باليابانية | النطق | المدة               |
| ------ | ---------------- | ----- | ------------------- |
| الربيع | 春               | هارو  | 5 فبراير - 6 مايو   |
| الصيف  | 夏               | ناتسو | 7 مايو - 8 أغسطس    |
| الخريف | 秋               | أكي   | 9 أغسطس - 7 نوفمبر  |
| الشتاء | 冬               | فويو  | 8 نوفمبر - 4 فبراير |